# Ute Passarge

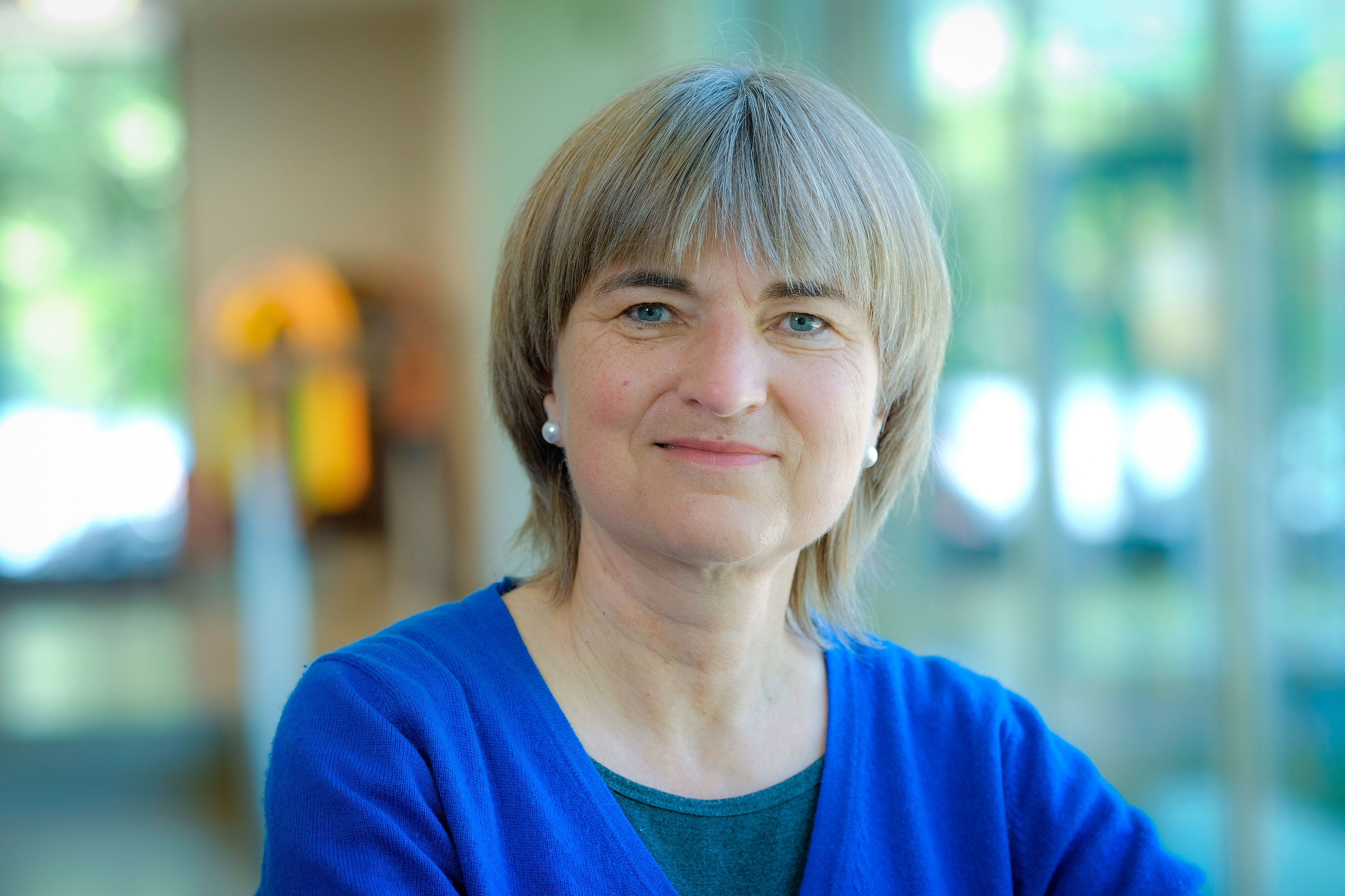
Ute Passarge (2022)

Ute Passarge (* 12. Juli 1962 in Tönning, Nordfriesland) ist eine deutsche Religionslied-Autorin und Journalistin.

## Leben und Werk
Ute Passarge studierte Sprachen in Paris, Heidelberg, Kiew, Moskau und arbeitet seit 1989 als Diplom-Dolmetscherin für Russisch und Französisch. Seit 1990 ist sie freie Mitarbeiterin verschiedener Zeitungen und betätigt sich seit 1994 als Liedautorin unter anderem mit Veröffentlichungen für verschiedene Deutsche Evangelische Kirchentage (DEKT). Seit dem Jahr 2000 arbeitet sie auch als Autorin von Rundfunk-Morgenandachten (NDR Kultur, Info-Radio, NDR 1) und veröffentlicht seit 2005 bei der Agentur des Rauhen Hauses, Hamburg. Ute Passarge ist Textautorin vieler neuer geistlicher Lieder und Mitglied der Textautoren- und Komponistengruppe TAKT.
Ute Passarge lebt in Celle.

## Werke (Auswahl)

### Bücher
- Der Herr ist mein Hirte. Agentur des Rauhen Hauses, Hamburg 2009.
- Weisheit ist besser als Gold. Agentur des Rauhen Hauses, Hamburg 2008.
- Leben in wachsenden Ringen. Agentur des Rauhen Hauses, Hamburg 2007.
- Freude will entdeckt werden. Agentur des Rauhen Hauses, Hamburg 2005.

### Textbeiträge
- Fünf Minuten mit dem lieben Gott: 365 Andachten für Kinder und die ganze Familie. Lutherisches Verlagshaus, 2008.
- Himmel und Erde: Andachten im Jahreskreis. Lutherisches Verlagshaus, 2008.
- Alle Zeichen deiner Liebe. Brockhaus, 2007.
- Gottesdienstportale: Neue Eingangsliturgien für das Kirchenjahr. Lutherisches Verlagshaus, 2007.
- Voller Freude: Liedandachten zu den Sonntagen und Festen des Kirchenjahres. Strube, 2004.

### Liedtexte
- Ich seh empor zu den Bergen (nach Psalm 121). Musik: Andreas Lettau. Strube-Verlag 2009[1]
- Ich rede und fühle mich wichtig. Musik: Peter Hamburger. Strube-Verlag
- Schwimmst im Segelboot des Lebens. Musik: Gerd-Peter Münden. Strube, 2008.
- Katharina von Bora. Musik: Fritz Baltruweit. tvd, 2007.
- Gott des ganzen Weltalls. Musik: Jochen Arnold. Strube, 2006.
- Schon an meinem ersten Tag. Musik: Christoph Noetzel. 2005.
- Die Weihnachtsgeschichte: Geschichte mit Liedern. Musik: Ernst Lenz. Lenz, 2002.
- An Gottes Hand. Musik: Ralf Grössler. 1999.
- Katharina von Bora. Musik: Christoph Neumann. 1998.
- Weder Tod noch Leben. Musik: Klaus Heizmann. Gerth, 1997.
- Hier stehe ich. Musik: Christoph Neumann. 1996.
- Bis an das Ende der Zeit. Musik: Hartmut Naumann. Strube, 1995.
- Kleiner Vogel. Musik: Bernd Passarge. Strube, 1995.
- Exodus. Musik: Hartmut Naumann. Strube, 1995.
- Gartenarbeit. Musik: Jukka Helin. Lenz, 1994.
- Gott, lass uns mit deinem Segen leben. Musik: Christoph Noetzel. Gesangbuch der Evangelisch-methodistischen Kirche Nr. 497, 1994.
- Die Haut der Seele. Musik: Christoph Neumann. 1994.
- Die drei Mutmacher: Singspiel zu Pfingsten. Musik: Ralf Grössler. Strube, 1994.